# Lohachara

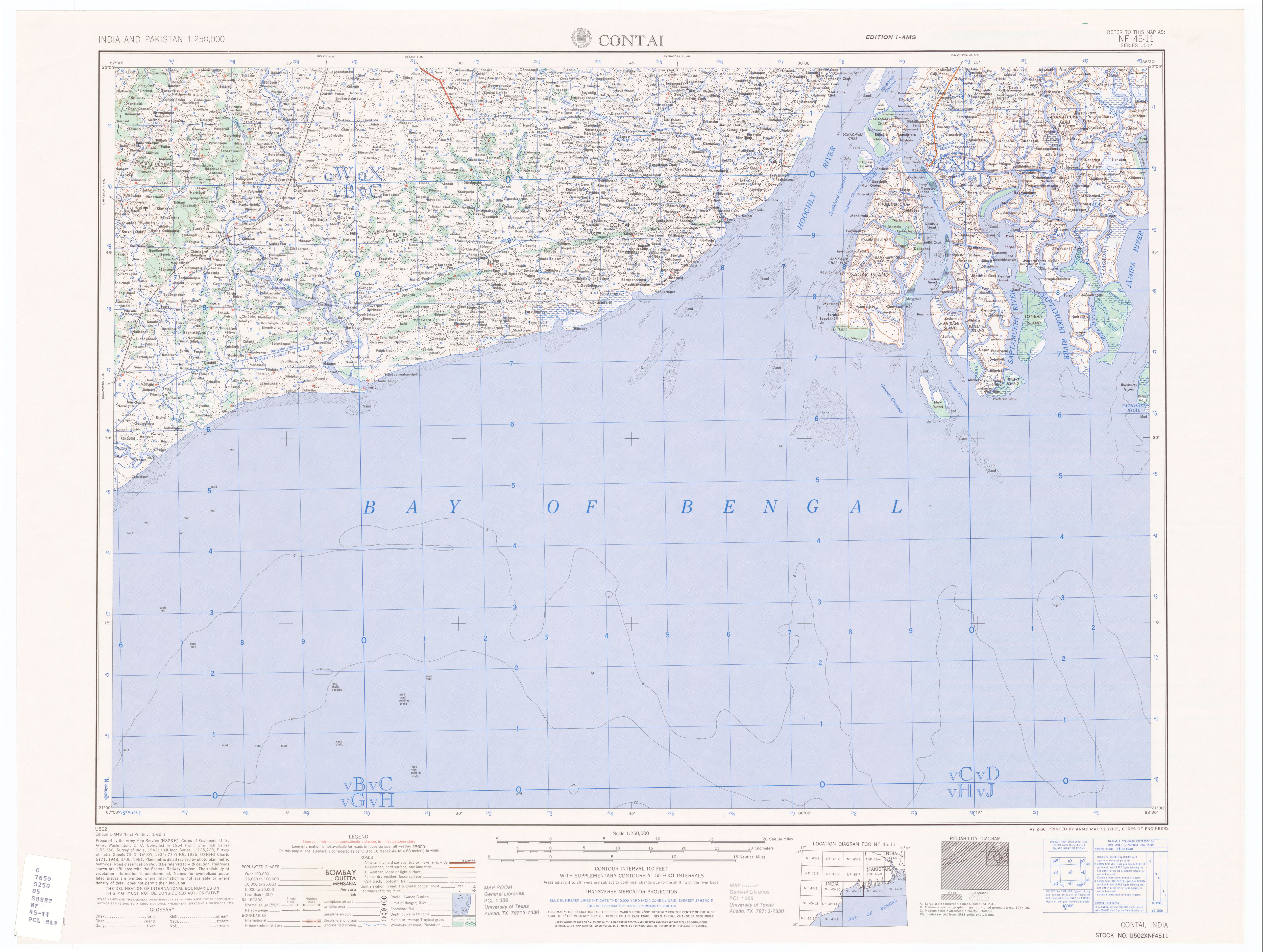
Mapa z 1945 roku, pokazująca deltę rzeki z zaznaczoną wyspą Lohachara

Lohachara – wyspa w Indiach, zatopiona w latach 80. XX wieku przez podnoszące się wody, położona w korycie rzeki Hugli i regionie Sundarbany. Całkowite zatopienie wyspy potwierdzono badaniami w 2006 roku. Kwestia ponownego wynurzenia wyspy ponad poziom wody nie jest do końca przebadana.
Przed zatopieniem wyspę zasiedlało ok. 6000 ludzi.